# Humberto Soto
Pour les articles homonymes, voir Soto.
Humberto Soto est un boxeur mexicain né le 11 mai 1980 à Los Mochis.

## Carrière
Il devient champion du monde des poids super-plumes WBC le 20 décembre 2008 en battant aux points le dominicain Francisco Lorenzo. Soto conserve son titre en stoppant au 4e round Antonio Davis le 28 mars 2009 puis Benoit Gaudet le 2 mai par arrêt de l'arbitre au 9e round,.
Il s'empare ensuite de la ceinture vacante WBC des poids légers aux dépens de David Diaz le 13 mars 2010 au Cowboys Stadium de Dallas et confirme ce succès en battant aux points son compatriote Ricardo Dominguez le 15 mai; Fidel Monterrosa le 18 septembre et Urbano Antillon le 4 décembre.
Le 25 juin 2011, Humberto Soto bat au 11e round le boxeur japonais Motoki Sasaki (décision aux points après arrêt sur blessure) puis il laisse son titre WBC vacant en juillet afin de poursuivre sa carrière dans la catégorie de poids supérieure. Il échoue en 2014 pour le titre nord-américain NABO des super-légers face à John Molina Jr. puis contre Jessie Vargas le 26 avril 2019 dans un combat san titre en jeu en super-welters.